# فهرست رنگ‌های لباس دانشجویان فنلاندی
فهرست رنگ‌های لباس سرهمی دانشجویی فنلاندی شامل رنگ‌های سازمان‌های موضوعی و لباس دانشجویی انجمن‌ها، دانشگاه‌ها و پلی‌تکنیک‌های فنلاند است. علاوه بر این، این فهرست شامل نمایش ناقصی از رنگ‌های روپوش سازمان‌های دانشجویی فنلاندی دانشگاه‌های خارجی است.
در برخی از شهرها، روپوش‌ها معمولاً کاملاً روی بدن پوشیده می‌شوند و در برخی از آنها از کمر بسته می‌شوند، به این معنی که فقط رنگ اصلی ممکن است از روی روپوش قابل مشاهده باشد، که در فهرست در نظر گرفته نشده است.
روپوش دانشجویی لباس یک‌تکه‌ای است که دانشجویان دانشگاه‌ها و پلی‌تکنیک‌ها در رویدادهای مختلف می‌پوشند. در فنلاند، اولین نمونه‌های لباس دانشجویی، لباس‌های کارگاه ساختمانی بود که برای دانشجویان انجمن مهندسان عمران در رابطه با ساخت اوتانیمی (در اواخر دهه‌های ۱۹۵۰ و ۱۹۶۰) تهیه شده بود. رویداد ته‌کاری که تقریباً همزمان سازماندهی شده بود، از لباس‌های مخصوص رویداد خود نیز استفاده می‌کرد. لباس‌های سرهمی در اواخر دهه ۱۹۷۰ در انجمن‌های اوتانیمی به بازار عرضه شدند. این لباس‌ها بعداً در دهه ۱۹۸۰ در دانشکده اقتصاد واسا معرفی شدند. لباس‌های سرهمی عموماً در فنلاند از طریق ته‌کاری شناخته شده‌اند.
در هر جدول ستون اول نمایانگر رنگ و الگوی لباس است. ستون دوم نام دانشکده، ستون سوم نام انجمن یا اتحادیه دانشجویی و ستون سوم نام و توضیحات رنگ را نشان می‌دهد.

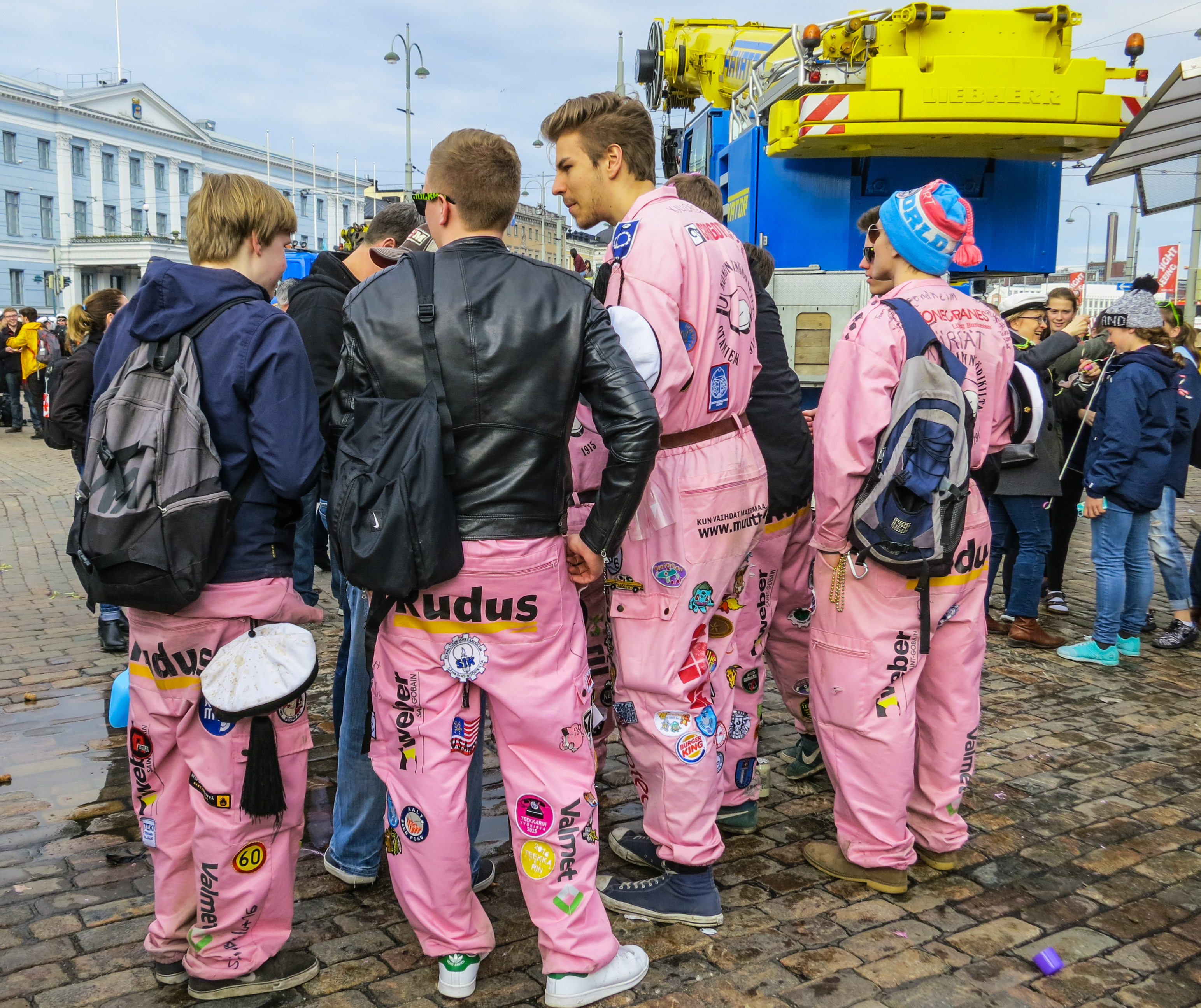
دانشجویان در هلسینکی در روز اول ماه مه ۲۰۱۶

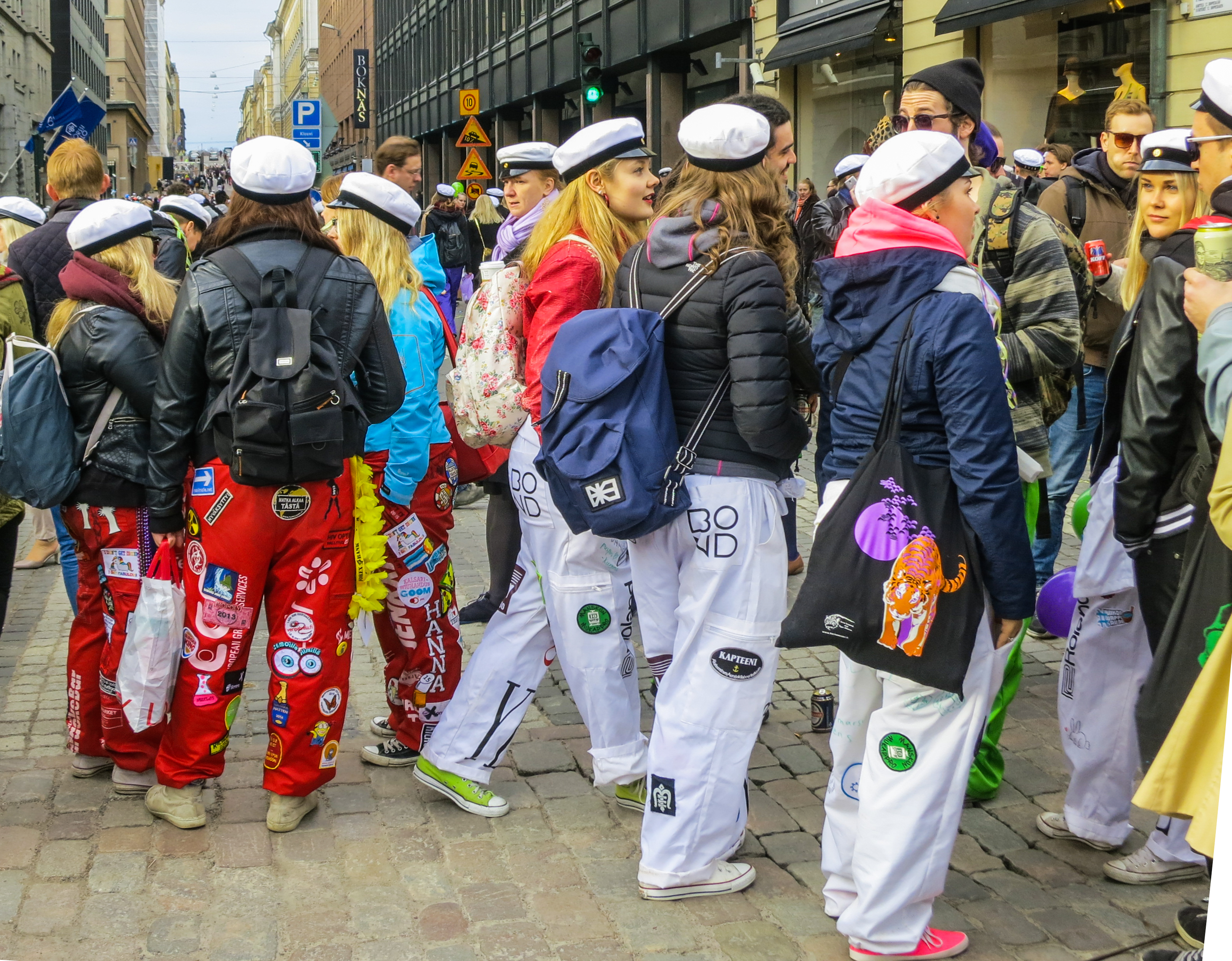
دانشجویان در هلسینکی در روز اول ماه مه ۲۰۱۶

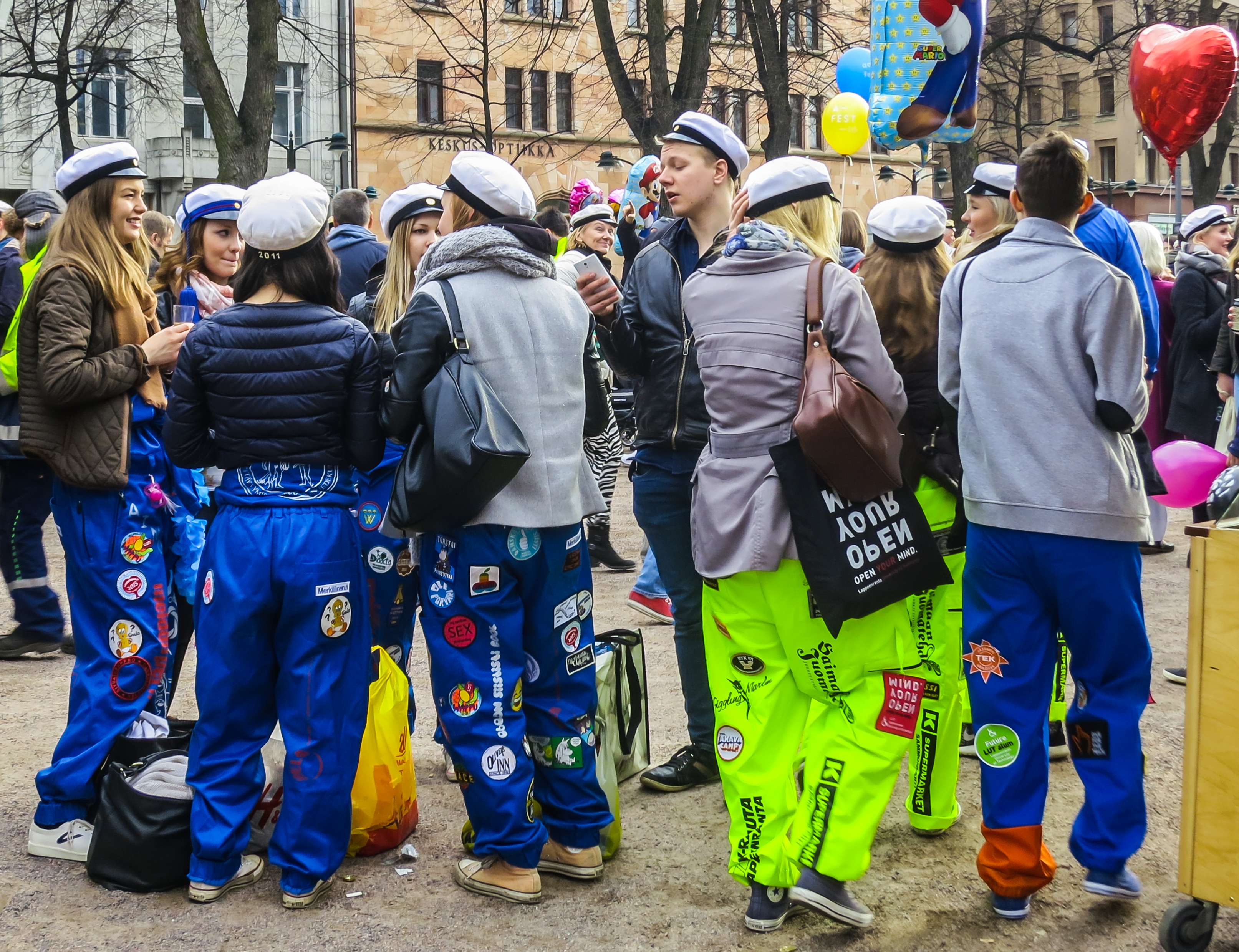
دانشجویان در هلسینکی در روز اول ماه مه ۲۰۱۶

|  |

## دانشگاه‌ها

### دانشگاه آلتو
تکنولوگ‌فورینینگن (زیربخش) – قرمز فنی (شرابی)
دانشکده مهندسی
|  | مهندسی مکانیک و انرژی                                                   | انجمن مهندسی مکانیک   | صورتی                                                                        |
|  | برنامه کارشناسی و کارشناسی ارشد جوامع پایدار در حمل و نقل و مدیریت زمین | انجمن نقشه برداران    | مشکی مات و آستین سرخابی ارغوانی                                              |
|  | مهندسی ساخت و ساز                                                       | انجمن مهندسی عمران IK | آبی تیره، دانشجویان مهندسی انرژی و محیط زیست آستین‌ها و جیب‌های پشتی سبز دارند |

دانشکده اقتصاد
|  | علوم بازرگانی | دانشجویان علوم بازرگانی دانشگاه آلتو KY | سبز دلاری |

دانشکده مهندسی شیمی
|  | مهندسی شیمی       | انجمن شیمیدانان                                                   | قرمز                                    |
|  | فناوری پردازش چوب | انجمن نجاری                                                       | زرد                                     |
|  | فناوری مواد       | انجمن کوهنوردی                                                    | kaljakorinsininen                       |
|  | مهندسی شیمی       | مهندسان فرآیند (دانشجویان سال اول دانشکده مهندسی شیمی را می‌پذیرد) | آبی (راه راه‌های زرد و قرمز روی آستین‌ها) |

دانشکده علوم
|  | شبکه‌های اطلاعاتی و روانشناسی فنی | آتن                                | سبز جنگلی، آستین چپ مشکی   |
|  | علوم داده (فنلاندی: datatiede)   | انجمن داده‌ها (انگلیسی: Data Guild) | نقره‌ای، آستین چپ مشکی براق |
|  | فیزیک فنی و ریاضیات              | انجمن فیزیکدانان                   | سفید طبیعی                 |
|  | مهندسی صنایع                     | Prodeko                            | تزئینات سفید، رنگین کمانی  |
|  | فناوری اطلاعات                   | انجمن اطلاعات                      | مشکی براق                  |

دانشکده مهندسی برق
|  | مهندسی اتوماسیون و سیستم‌ها | انجمن مهندسی اتوماسیون و سیستم‌ها | بنفش؛ آستین چپ مشکی با جیب سفید                               |
|  | فناوری اطلاعات زیستی       | جوجه‌کشی                          | قهوه‌ای مایل به قرمز (به دلایل سنتی «قهوه‌ای قرمز» نوشته می‌شود) |
|  | مهندسی برق                 | انجمن مهندسان برق                | سفید خالص                                                     |

 مدرسه هنرها، طراحی و معماری دانشگاه آلتو
|  | معماری              | انجمن معماران      | سفید نقاشان                                                                  |
|  | آموزش هنرهای زیبا   | Kooma              | ژاکت: بالاتنه سفید، پایین تنه خاکستری؛ هر کس هر طور که دوست دارد نقاشی می‌کند |
|  | طراحی               | NuDe (طراحان جوان) | "Vapputacki"، طرح سالانه در حال تغییر                                        |
|  | طراحی ارتباطات بصری | GRRR               | ژاکت، طرح سالانه در حال تغییر                                                |

دانشجویان دانشکده هنر و طراحی توکیو (TOKYO) – بدون لباس سرهمی

### دانشکده اقتصاد هانکن
- همه اعضای اتحادیه دانشجویی دانشکده اقتصاد سوئدی – سفید

### دانشگاه هلسینکی
دانشکده علوم زیستی و محیطی
|  | بیوتکنولوژی                         | BOA                      | شرابی          |
|  | بیوشیمی و زیست‌شناسی سلولی و مولکولی | Helix                    | مشکی، کلاهک‌دار |
|  | علوم محیطی                          | MYY                      | سبز تیره       |
|  | زیست‌شناسی و علوم محیطی              | سوئدی: Naturvetarklubben | آبی تیره       |
|  | زیست‌شناسی                           | همزیستی                  | سبز جنگلی      |

دانشکده دامپزشکی
|  | علوم دامپزشکی | انجمن کارشناسی دامپزشکی | سبز تیره |

دانشکده داروسازی
|  | داروسازی | دانشکده داروسازی، دانشگاه هلسینکی | آستین‌ها و پاها سبز تیره، جلو و عقب مشکی (از سال ۱۹۹۵، قبل از آن قرمز) |

دانشکده علوم انسانی
|  | زبان و فرهنگ فنلاندی                | Aksentti          | سبز                                                                                       |
|  | زبان‌شناسی عمومی و فناوری زبان       | Aspekti           | آستین‌های آبی تیره، شرابی (اولین بار در سال ۱۹۹۸)                                          |
|  | زبان‌شناسی فرانسوی                   | Bouffe            | بالا آبی تیره، وسط سفید، پایین قرمز (از سال ۲۰۰۲)                                         |
|  | زبان‌ها و فرهنگ‌های بالتیک            | Daina             | شرابی                                                                                     |
|  | فلسفه                               | Dilemma           | قرمز                                                                                      |
|  | زبان‌شناسی ایتالیایی                 | Divina Compagnia  | سبز-سفید-قرمز (از سال ۲۰۰۲)                                                               |
|  | تاریخ هنر                           | Eidos             | خاکستری (از سال تحصیلی ۲۰۱۷) / مشکی (تا سال تحصیلی ۲۰۱۶)                                  |
|  | باستان‌شناسی                         | Fibula            | طلایی شامپاینی                                                                            |
|  | تاریخ                               | سوئدی: Historicus | آبی تیره                                                                                  |
|  | علوم شناختی                         | Intelligenzia     | سفید                                                                                      |
|  | زبان‌ها و فرهنگ‌های آسیایی و آفریقایی | Karavaani         | سیاه                                                                                      |
|  | مطالعات هنر                         |                   | سیاه                                                                                      |
|  | برنامه کارشناسی در مطالعات فرهنگی   | Konteksti         | خاکستری تیره                                                                              |
|  | ترجمه شفاهی و کتبی                  | KouKi             | سفید                                                                                      |
|  | تاریخ                               | Kronos            | آبی تیره                                                                                  |
|  | ادبیات نوردیک                       | Lycksalighetens ö | خاکستری                                                                                   |
|  | مطالعات مذهبی                       | Mythos            | سبز (اولین بار در سال ۲۰۰۲)                                                               |
|  | مطالعات منطقه‌ای و فرهنگی            | Origo             | خاکستری تیره (از سال تحصیلی ۲۰۱۷) / زرد (تا سال تحصیلی ۲۰۱۶)                              |
|  | فولکلور و مطالعات فولکلور           | Nefa-Helsinki     | سبز (اولین بار در سال ۲۰۰۲)                                                               |
|  | ادبیات فنلاندی                      | Putkinotko        | جلو سبز، پشت مشکی (از سال تحصیلی ۲۰۱۷) / مشکی (تا سال تحصیلی ۲۰۱۶)                        |
|  | مطالعات تئاتر                       | Repliikki         | مشکی                                                                                      |
|  | مطالعات اسلاوی و بالتیک             | Rupla             | شرابی                                                                                     |
|  | زبان‌های نوردیک                      | Saga              | قرمز                                                                                      |
|  | زبان‌های ایبرو-رومی                  | Setenta           | (قبل از ۲۰۰۲ قهوه‌ای) اسپانیایی: قرمز-زرد، پرتغالی: قرمز-سبز                               |
|  | زبان‌های فنلاندی و فینو-اوگریک       | سیولا             | جلو سبز، پشت مشکی (از سال تحصیلی ۲۰۱۷) / سبز (تا سال تحصیلی ۲۰۱۶) (اولین بار در سال ۱۹۹۵) |
|  | زبان انگلیسی                        | Sub               | قرمز                                                                                      |
|  | زبان‌شناسی کلاسیک                    | سمپوزیون          | چاپ‌های زرشکی، طلایی                                                                       |
|  | موسیقی‌شناسی                         | Synkooppi         | نارنجی (اولین بار در سال ۱۹۹۵)                                                            |
|  | زبان‌شناسی ژرمنی                     | Umlaut            | مشکی (از سال ۲۰۰۵، قبل از آن سفید)، جیب قرمز و زرد                                        |
|  | مطالعات روسیه و اروپای شرقی         | Vietti            | بدون سرهمی                                                                                |

دانشکده آموزش
|  | آموزش بزرگسالان                               | انجمن آموزش بزرگسالان      | فیروزه‌ای |
|  | آموزش دوران کودکی                             | Ebe                        | آبی      |
|  | آموزش ویژه                                    | Erikeepperi                | آبی تیره |
|  | معلم کلاس درس و علوم تربیتی و آموزش بزرگسالان | سوئدی: Didacta             | فیروزه‌ای |
|  | معلم موضوع                                    | HAO                        | قرمز     |
|  | اقتصاد خانه                                   | Kopeda                     | زرد      |
|  | معلم صنایع دستی و علوم صنایع دستی             | Käsitys (قبلاً Teksiilarit) | قرمز     |
|  | معلم آموزش و کلاس درس                         | Peduca                     | فیروزه‌ای |
|  | روانشناسی تربیتی                              | Phenomena                  | فیروزه‌ای |

دانشکده پزشکی
|  | گفتاردرمانی       | Foni                               | بنفش         |
|  | پزشکی ترجمه‌ای     | Impactus                           | سیاه-سفید    |
|  | پزشکی             | انجمن دانشجویان پزشکی              | سفید         |
|  | پزشکی             | سوئدی: Medicinarklubben Thorax     | سبز-فیروزه‌ای |
|  | دندانپزشکی        | Hammaslääketieteenkandidaattiseura | سفید         |
|  | روانشناسی         | Kompleksi                          | بنفش         |
|  | روانشناسی کاربردی | Synergia                           | صورتی        |

دانشکده کشاورزی و جنگلداری
|  | علوم غذایی              | Lipidi | فیروزه‌ای، متخصصان تغذیه تا سال ۲۰۲۰ لباس‌های بنفش اویکوس را خواهند پوشید                                                                   |
|  | جنگلداری                | فارغ التحصیلان جنگلداری (Metsäylioppilaat)                                                                                 | قرمز (اولین بار در سال ۱۹۸۴) |
|  | علوم محیطی              | MYY | سبز تیره |
|  | علوم کشاورزی            | Sampsa | سبز روشن |
|  | علوم کشاورزی و جنگلداری | سوئدی: Svenska Studenters Agro-Forst Förening                                                                              | سبز روشن |
|  | اقتصاد محیط زیست و غذا  | Viikin Taloustieteilijät (همچنین انجمن اقتصاددانان غذا و مصرف‌کننده وییکی یا انجمن اقتصاددانان محیط زیست وکه و وورووایکوتس) | آبی تیره، اقتصاددانان محیط زیست (وورووایکوتس) قبل از سال ۲۰۱۷، سبز تیره MYY، اقتصاددانان مصرف کننده بنفش، لباس‌های رسمی اویکوس تا سال ۲۰۲۰ |
|  | علوم غذایی              | ویری لاکتیس | فیروزه‌ای |
|  | بازاریابی               | Voluntas | مشکی |

دانشکده ریاضی و علوم طبیعی
|  | ژئوفیزیک                                                                               | Geysir                    | سبز-خاکستری                    |
|  | شیمی                                                                                   | شیمیدانان دانشگاه هلسینکی | مشکی                           |
|  | پردیس کومپولان دروس (ریاضی، علوم فیزیکی، جغرافیای شیمیایی، زمین شناسی و علوم کامپیوتر) | لیمس                      | بدون روپوش، به جای آن شنل مشکی |
|  | جغرافیا                                                                                | انجمن دانشجویان جغرافیا   | سبز تیره                       |
|  | ریاضیات                                                                                | ماتریس                    | قرمز، جیب پشتی آبی             |
|  | نجوم                                                                                   | Meridiaani                | آبی نیمه شب                    |
|  | مطالعات و برنامه ریزی شهری                                                             | Mesta                     | سبز تراموا و طلایی تراموا      |
|  | آمار                                                                                   | Moodi                     | قرمز، سبز جیب پشتی             |
|  | علوم فیزیکی                                                                            | رزونانس                   | فوشیا                          |
|  | ریاضیات، فیزیک، شیمی و علوم کامپیوتر                                                   | (به سوئدی) اسپکتروم       | قرمز آنیلین                    |
|  | هواشناسی                                                                               | Synop                     | زرد (اولین بار در سال ۱۹۹۳)    |
|  | علوم کامپیوتر                                                                          | ت‌کواو-الو                 | زرد                            |
|  | زمین شناسی                                                                             | Vasara                    | خاکستری                        |
|  | لیسانس علوم                                                                            | Integralis                | آبی روشن                       |

دانشکده حقوق
|  | حقوق | (سوئدی) Juristklubben Codex  | juriströd (قرمز) |
|  | حقوق | (واسا، فنلاندی/سوئدی) Justus | قرمز تیره        |
|  | حقوق | پوکله                        | red              |

دانشکده الهیات
|  | الهیات | انجمن دانشجویان دانشکده الهیات | بنفش |

دانشکده علوم اجتماعی
|  | علوم سیاسی        | کانونوالایات | قرمز (۱۸ سازمان موضوعی) |
|  | روانشناسی کاربردی | Synergia     | صورتی                   |

مدرسه مطالعات اجتماعی و حکومت محلی سوئدی
|  | علوم اجتماعی | (به سوئدی) StudOrg | زرد (۵ سازمان موضوعی) |

### دانشگاه واسا
- همه اعضای و.او.او – قرمز، لوگوی سازمان موضوعی در پشت

| علوم اداری                                        | Hallinnoijat   | قرمز                                                                    |
| علوم ارتباطات                                     | CoMedia        | قرمز                                                                    |
| علوم بازرگانی                                     | وارانتی        | قرمز                                                                    |
| اقتصاد تولید/علوم سیستم‌های اطلاعاتی کارشناسی ارشد | وارانتی و توتی | قرمز (لوگوهای سازمان موضوعی نصف شده‌اند، اگر می‌توانید خودتان انجام دهید) |
| اقتصاد صنعتی، کارشناسی ارشد                       | توتی           | قرمز                                                                    |
| معماری داده کارشناسی ارشد                         | توتی           | قرمز                                                                    |
| کارشناسی ارشد مهندسی برق و انرژی                  | توتی           | قرمز                                                                    |
| کارشناسی ارشد اتوماسیون و فناوری اطلاعات          | توتی           | قرمز                                                                    |
| انجمن فرهنگی                                      | توتی           | Jalvoinanbrown                                                          |

### دانشگاه ابو آکادمی
دانشکده علوم و فناوری (FNT)
| علوم زیستی     | Biologica     | سبز-سفید                                      |
| فناوری اطلاعات | DaTe          | سیاه                                          |
| فناوری انرژی   | EnTech (واسا) | لباس فرم کارشناسی، اغلب زرد فیلیسیایی (Novia) |
| داروسازی       | Ex Tempore    | سفید                                          |
| علوم کامپیوتر  | Infå          | سفید                                          |
| مهندسی شیمی    | Kemistklubben | سبز روشن (خودتان رنگ کردید)                   |
| زمین‌شناسی      | Pulterit      | خاکستری                                       |
| فیزیک          | Quantum       | پنتون 690C یا شرابی                           |
| ریاضیات        | Sigma         | نارنجی                                        |

دانشکده علوم اجتماعی و بازرگانی (FSE)
| علوم بازرگانی | باشگاه بازرگانی  | زرد   |
| علوم سیاسی    | Politivas (واسا) | آبی   |
| علوم سیاسی    | SF-klubben       | قرمز  |
| حقوق          | Stadga           | شرابی |

دانشکده آموزش و رفاه (FPV)
| صنایع دستی                   | Arte (واسا)      | بنفش  |
| معلم کلاس                    | FSLF             | بنفش  |
| اقتصاد خانه                  | Gastro (واسا)    | بنفش  |
| علوم اجتماعی و روانشناسی رشد | Katharsis (واسا) | آبی   |
| آموزش و پرورش                | Pedactus         | صورتی |
| آموزش ویژه                   | SPirre (واسا)    | بنفش  |
| آموزش دوران کودکی            | StuBi (واسا)     | قرمز  |

دانشکده علوم انسانی، روانشناسی و الهیات (FHPT)
| زبان فرانسوی            | Astérix     | بنفش        |
| زبان انگلیسی            | Britannica  | بنفش        |
| زبان روسی               | Druzjba     | بنفش        |
| تاریخ هنر               | Eikon       | سبز تیره    |
| زبان آلمانی             | Eszett      | بنفش        |
| مطالعات مذهبی           | Gnosis      | آبی         |
| روانشناسی               | Impuls      | آبی تیره    |
| مطالعات جنسیتی          | Judith      | صورتی       |
| تاریخ                   | Kleio       | نارنجی-سیاه |
| قوم‌شناسی و فولکلورشناسی | Kulturisten | صورتی       |
| موسیقی‌شناسی             | Otto        | سیاه        |
| مطالعات ادبی            | Prosa       | آبی تیره    |
| الهیات                  | TSF         | بنفش        |
| لوگوپدیکس               | Vocalis     | آبی تیره    |
| زبان فنلاندی            | Välkky      | بنفش        |
| فلسفه                   | Warum       | خاکستری     |
| زبان سوئدی              | اوستسوا     | شرابی       |

## دانشگاه‌های علوم کاربردی

### دانشگاه علوم کاربردی واسا
| فناوری          | دانشجویان مهندسی واسا VIO           | مشکی/آبی تیره |
| مدیریت بازرگانی | دانشجویان مدیریت بازرگانی واسا VATO | سبز           |
| پرستاری         | VOSU                                | سفید          |
| علوم اجتماعی    | VOSU                                | زرد           |

### دانشگاه علوم کاربردی آرکادا
| رسانه                                 | Commedia | قرمز      |
| کسب و کار، تجارت بین المللی و گردشگری | HanSe SF | زرد       |
| سلامت و تندرستی                       | HoSK     | سبز تیره  |
| تولید کننده فرهنگ                     | Kult     | فیروزه ای |
| فناوری                                | TLK      | آبی       |

### دانشگاه علوم کاربردی نوویا
یاکوبستاد
| فرهنگ | Skruvster | آبی روشن |

راسه‌پوری
| کل سایت  | Ekenäs Kåravdelning EKA | مشکی                 |
| کشاورزی  | Skuffis                 | آبی تیره، آستین قرمز |
| جنگلداری | Spiritus Forstis        | سبز                  |

تورکو
| پرستاران و مددکاران اجتماعی | Åbo kåravdelning ÅKA | صورتی، آستین‌های مشکی                    |
| حمل و نقل                   | ENÅ                  | سفید                                    |
| کسب و کار                   | TradeÅ               | آبی تیره، با نوار قرمز و زرد روی پای چپ |

واسا
| کل سایت                                  | Filicia | زرد               |
| ماما، پرستار و پرستار بهداشت عمومی       | N.U.D.  | سفید              |
| مددکار اجتماعی و متخصص بیماری‌های استخوان | N.U.D.  | سفید یا سبز خزه‌ای |